# Moulin à vent de Pargeat
Le moulin à vent de Pargeat est un moulin à vent situé sur la commune d'Ally (France).

## Localisation
Le moulin à vent est situé sur le plateau d'Ally, sur la commune d'Ally dans le département de la Haute-Loire, en région Auvergne-Rhône-Alpes.

## Contexte
Après la Révolution et l'abolition des droits féodaux, la période de la première moitié du XIXe siècle a été marquée par la construction de nombreux moulins, qu'ils soient de petite taille et destinés à servir un seul village (moulins artisanaux), ou de dimension familiale. Les moulins d'Ally, datant d'environ 1820, sont emblématiques de ces évolutions sociales.

## Historique
Autrefois, Ally comptait plus d'une dizaine de moulins, grâce à la situation du plateau, à 900 m d'altitude, qui offrait des conditions idéales pour ce type de construction. Ce moulin-tour circulaire, construit en moellons assemblés, conserve encore son mécanisme d'origine en parfait état. Construit en 1817, ce moulin est de type moulin-tour et présente une structure circulaire en moellons. Il est surmonté d'un toit conique comprenant une charpente rotative recouverte de planches jointives munies de couvre-joints. Les ailes en bois ont été récemment rénovées, et une perche intégrée dans la charpente permet de faire tourner l'ensemble du toit. La restauration de ce moulin a été entreprise par une association destinée à sa préservation.

## Protection
Le moulin est inscrit au titre des monuments historiques par arrêté du 27 juin 1984.